# Hūd

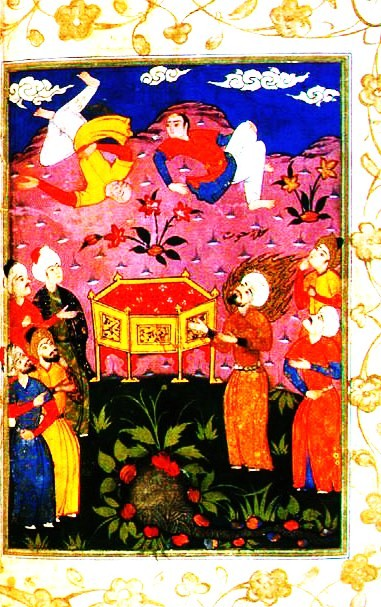
Hūd mit dem Volke 'Ad (in der Miniaturensammlung „Geschichte der Propheten“)

Hūd (arabisch هود, DMG Hūd) ist ein in der gleichnamigen Koransure 11 erwähnter Prophet (möglicherweise der Prophet Eber bzw. Heber der Bibel), der zum antiken orientalischen Volk der ʿĀd gesandt worden sein soll. Er wird im Koran in 25 Ayat erwähnt.

## Islamische Überlieferung
Hud ist nach islamischer Überlieferung der erste Prophet nach der Sintflut, die bei seiner Berufung zum Propheten ungefähr 800 Jahre zurücklag. Er wurde mit 40 Jahren zum Volk der ’Ad als Gesandter Allahs auserwählt. Selbst einer von ihnen, lehnt er die Vorstellung, das Volk ’Ad sei göttlichen Geschlechts, ab und ergreift Partei für die Heerscharen von Sklaven, die vom Volk ’Ad unterjocht wurden. Das Volk ’Ad galt in ganz Arabien als gefürchtet und war sehr mächtig. Es kontrollierte wichtige Handelsrouten durch rohe Gewalt und sicherte so ihr Monopol.
Nach unzähligen Jahren des Predigens für die Sache Allahs und der Mahnung zur Rückkehr zum wahren Glauben an den einen Gott wurde Hud, nur durch die Stellung seiner Familie begünstigt, verschont. Als Irrer gebrandmarkt, suchte er Zuflucht in den Wäldern, wo er zu Gott betete.
Seine Anhängerschaft fand er fast ausnahmslos bei den Sklaven, denen er Hoffnung und Mut gab. Diese neuen „muslimischen“ Rekruten erhoben sich nicht gegen die herrschende Klasse der ’Ad, sondern übten sich in Geduld und Standhaftigkeit. Sie bauten den Garten Iram für den tyrannischen König Shaddad aus, den Letzterer zum Wohle seines Volkes das irdische Paradies kosten lassen wollte, nur kraft seiner göttlichen Natur.
Nach islamischer Überlieferung hat Gott den einst so üppigen Garten Iram austrocknen lassen und dem fruchtbaren Landstrich den Regen für sieben Jahre verwehrt. In großer Besorgnis über die Zukunft seines Volkes sandte König Shaddad Botschafter ins verwandte Mekka, um sie dort für Regen beten zu lassen. Sie sollten die Götzen auf dem Berge zu Arafat um ein Tröpfchen Nass bitten, so dass es ihrem Volke wieder gut ergehe.
Drei verschiedenfarbige Wolken offenbarte ihnen Gott, und die schwarze unter ihnen wählten sie aus, in der Annahme, sie sei angereichert mit Regentropfen. Doch die Wolke war gemäß islamischer Überlieferung gefüllt mit brütender Hitze und unendlich heißem, sengendem Wind, aus der Hölle kommend, und wartete darauf, in den Garten Iram einzufallen. Die Botschafter gingen mit der Wolke im Schlepptau zurück zu ihrem Volk, und dort ereilte den Ungläubigen sodann der Zorn Gottes.
Einzelne Versionen, wie die der Naqschbandīya, schweifen in allzu fantastischer Umschreibung der Umstände ab, die dem Volk ’Ad zugrunde lagen. Jedoch bleibt eins ganz offensichtlich: Hud, der Prophet und Gesandte Gottes, sollte die Menschen umkehren lassen und ihnen den Glauben an den einen Gott zeigen – eine typische Botschaft, die eigentlich allen islamischen Gesandten innewohnt. Hud soll 150 Jahre lang gelebt haben.

## Die Wallfahrt zu seinem Grab
Eine vermutete Grabstätte (qabr) Hūds befindet sich im Hadramaut (Jemen), 70 Kilometer östlich der Stadt Tarīm. Dieser Ort ist Ziel einer jährlichen Ziyāra-Wallfahrt im islamischen Monat Schaʿbān. Die Wallfahrt schließt auch den Besuch des heiligen Bezirks (ḥauṭa) von ʿAināt 15 Kilometer östlich von Tarīm ein, der im 16. Jahrhundert von dem Sufi-Gelehrten Abū Bakr ibn Sālim (st. 1584) eingerichtet wurde.
Nach anderen Traditionen soll sich Hūds Grab zwischen dem Brunnen Zamzam und dem Winkel der Kaaba bzw. in der Südmauer der Umayyaden-Moschee in Damaskus befinden.

## Hūd als Name
Obwohl weder Hud noch die ’Ad religionshistorisch gesichert nachweisbar sind wie z. B. auch der Prophet Salih, wurde der Name Hud in arabischen Familien übernommen. Das bekannteste Beispiel dafür stammt aus dem islamischen Spanien des Mittelalters.
- Beni Hud (Banu Hud), die andalusische Dynastie der Hudiden im Saragossa des 11. Jahrhunderts
- Saif ad-Daula „Zafadola“ ibn Hud, ein Nachkomme dieser Dynastie im Valencia des 12. Jahrhunderts
- Mutawakkil „Abenhud“ Ibn Hud, ein (vermeintlicher) Nachkomme dieser Dynastie im einst islamischen Murcia des 13. Jahrhunderts